# بختیاری (ناحیه)
بختیاری، ناحیه ای در جنوب غربی ایران است که بیشتر وسعت آن را کوه‌های زاگرس میانی از سلسله جبال زاگرس پوشانده‌است. منطقه بختیاری محل سکونت تیره‌های مختلف ایل بختیاری در استان های:
اصفهان _ لرستان _ خوزستان و چهارمحال و بختیاری را می‌پوشاند.
_شهرستانهای داران و فریدون‌شهر و بخشی از چادگان و بوئین میاندشت در استان اصفهان.
_شهرستانهای الیگودرز، دورود و ازنا در استان لرستان.
_ شهرستانهای دزفول، مسجد سلیمان، ایذه ، لالی ، باغملک، گتوند، اندیمشک ، شوشتر، اندیکا، دزپارت در استان خوزستان.
و استان چهارمحال و بختیاری را در بر می‌گیرد.